# Sinularia vrijmoethi
Sinularia vrijmoethi is een zachte koraalsoort uit de familie Alcyoniidae. De koraalsoort komt uit het geslacht Sinularia. Sinularia vrijmoethi werd in 1971 voor het eerst wetenschappelijk beschreven door Verseveldt. 